# Pristidactylus valeriae
Pristidactylus valeriae — вид ігуаноподібних ящірок родини Leiosauridae. Ендемік Чилі. Вид названий на честь Валерії Доносо-Барроси, дочки автора опису виду Роберто Доносо-Барроса.

## Поширення і екологія
Pristidactylus valeriae мешкають в горах Чилійського прибережного хребта на півдні Столичного регіону Сантьяго та на крайній півночі регіону О'Хіггінс. Вони живуть в нотофагусових лісах та в чагарникових заростях, зокрема в реліктових заростях Chusquea quila. Зустрічаються на висоті від 170 до 2280 м над рівнем моря. Живляться комахами, відкладають яйця.

## Збереження
МСОП класифікує цей вид як такий, що перебуває під загрозою зникнення. Pristidactylus valeriae загрожує знищення природного середовища.